# Charles W.F. Dick
Charles William Frederick Dick, född 3 november 1858 i Akron, Ohio, död 13 mars 1945 i Akron, Ohio, var en amerikansk republikansk politiker. Han representerade delstaten Ohio i båda kamrarna av USA:s kongress, först i representanthuset 1898-1904 och sedan i senaten 1904-1911.
Dick studerade juridik och inledde sin karriär som advokat i Akron. Han deltog i spansk-amerikanska kriget i USA:s armé. Kongressledamot Stephen A. Northway avled 1898 i ämbetet och Dick fyllnadsvaldes till representanthuset. Han omvaldes tre gånger.
Senator Mark Hanna avled 1904 i ämbetet och efterträddes av Dick. Han valdes sedan till en sexårig mandatperiod i senaten. Han efterträddes 1911 som senator av demokraten Atlee Pomerene.
Dick är begravd på Glendale Cemetery i Akron.